# خط قرمز ۷۰۰۰
خط قرمز ۷۰۰۰ (انگلیسی: Red Line 7000) فیلمی در ژانر اکشن به کارگردانی هاوارد هاکس است که در سال ۱۹۶۵ منتشر شد.

## بازیگران
- جیمز کان
- شارلین هالت
- ماریانا هیل
- نورمن آلدن
- جرج تاکی
- جری لوئیس
- رابرت دانر